# Ponzio di Tripoli
Ponzio di Tripoli o di Tolosa o di Saint Gilles (1096 circa – Terra santa, marzo 1137) è stato un generale franco fu conte di Tripoli dal 1112 alla sua morte.

## Origine
Unico figlio del conte di Saint-Gilles, Conte di Tolosa, marchese di Provenza e conte di Tripoli, Bertrando di Saint Gilles e della seconda (secondo la bolla papale n° XXV del Bullaire de l'Abbaye de Saint-Gilles, Bertrando prima di Elena aveva avuto un'altra moglie di cui non si conosce il nome e che papa Pasquale II, nella bolla, dipinge come persona indegna -propter uxorem abiectam et multiplicata adulteria iamdiu excommunicationi subiectus-) moglie Elena di Borgogna (come risulta dal Tomus V dell'Historia Ecclesiastica, Libri tredicim, di Orderico Vitale (1080-1142), figlia primogenita del duca di Borgogna, Oddone I e della moglie, Matilde di Borgogna, nota anche come Sibilla di Borgogna (ca. 1064 – dopo il 1087), figlia del conte di Borgogna Guglielmo I (1020-1087) e della terza contessa di Vienne, Stefania (1035 – 1088).
Bertrando era il figlio primogenito del conte di Saint-Gilles, marchese di Gotia, Conte di Tolosa, marchese di Provenza e conte di Tripoli, che fu anche uno dei baroni della Prima Crociata (Crociata dei baroni), Raimondo di Saint Gilles (come risulta dal documento nº 336 del volume V delle Preuves de l'Histoire Générale de Languedoc, inerente ad una donazione, fatta nel 1080 e della sua prima moglie (una cugina di Raimondo), la figlia terzogenita del conte di Provenza, Goffredo I e della moglie Stefania o Dolce (?- dopo il 1096, anno in cui Stefania fece una donazione per l'anima del figlio Bertrando), come viene riportato a pagina 529 delle Note dell'Histoire Générale de Languedoc, Tome II; secondo lo storico Szabolcs de Vajay, Stefania era viscontessa di Marsiglia, figlia del visconte di Marsiglia, Guglielmo II.
Secondo il documento nº 273 del volume V dell'Histoire Générale de Languedoc, pur senza essere nominata Raimondo aveva già una moglie, che controfirma il documento. Secondo gli Annali Genovesi di Caffaro e de´ suoi continuatori, Vol. 1, il matrimonio di Raimondo con la cugina non era da considerarsi valido, per cui Bertrando era definito un bastardo (bastardus comitis Raymundi comitis sancti Egidii), mentre il monaco benedettino, Guiberto, abate del monastero di Notre-Dame a Nogent, che fu pure storico e teologo, lo definisce figlio naturale (naturali cuidam filio suo).

## Biografia
Secondo lo storico britannico, medievalista e bizantinista, Steven Runciman, Ponzio, ancora bambino, partì per la Terra santa, al seguito del padre, Bertrando, che, lasciato il governo della contea di Tolosa e del marchesato di Provenza al fratellastro, Alfonso Giordano, voleva raggiungere la Palestina, per entrare in possesso della contea di Tripoli. Il viaggio, con tutte le sue tappe e la conquista della città di Tripoli sono stati narrati dal canonico e cronista, Alberto di Aquisgrana, nei cap. III - XII, del libro II dell'HISTORIA HIEROSOLYMITANAE EXPEDITIONIS.
A seguito della morte, avvenuta nel 1110, del cugino, Guglielmo Giordano, che divideva il governo della contea di Tripoli con suo padre, secondo il Cartulaire de l'église de Saint-Sépulchre de Jerusalem, suo padre, Bertrando, assieme a Ponzio, fece una donazione alla chiesa del Santo Sepolcro per l'anima del cugino.
Alla morte di suo padre, Bertrando, nel 1112, mentre i titoli di conte di Tolosa e marchese di Provenza andarono al fratellastro di suo padre, Alfonso Giordano, il titolo di conte di Tripoli andò a Ponzio, che divenne conte a 15 anni circa, succedendo al padre, senza problemi.
Secondo Steven Runciman, nel 1118, alla morte del re di Gerusalemme, Baldovino I, si riconobbe vassallo del suo successore, il re Baldovino II.
L'Imperatore bizantino Alessio I Comneno morì lo stesso anno, come narra l'Arcivescovo di Tiro, Guglielmo, nel suo Historia rerum in partibus transmarinis gestarum i crociati si trovarono a far fronte ad un Islam che si organizzava e cercava di unificarsi sotto la guida di Zangi, atabeg di Mosul ed Aleppo.
Inizialmente Zangi cercò di dominare il califfato di Baghdad, prima di unificare la Siria musulmana ed attaccare i Crociati, che per questo ebbero un po' di respiro.
Nel 1119, Ponzio insieme al re, Baldovino II, mosse verso nord per aiutare il principato di Antiochia contro l'invasore Ilghazi, ma il principe, Ruggero, presso Atharib, prima dell'arrivo dei rinforzi, fu sconfitto e, nella Battaglia dell'Ager Sanguinis, perse la vita e il suo esercito fu massacrato.
Baldovino II, nel 1123 fu catturato e preso in ostaggio dai Turchi.
Nel 1124, durante la prigionia di Baldovino, Ponzio contribuì alla conquista di Tiro, una delle ultima città costiere che erano rimaste in mano ai musulmani.
In quello stesso anno, Baldovino II, il 29 settembre, ottenne la libertà, dopo oltre dieci mesi di prigionia.
Nel 1125 Ponzio contribuì alla vittoria crociate nella battaglia di Azaz, contro l'emiro di Mosul.
Nel 1125 Ponzio contribuì alla conquista della città di Raphana.
Nel 1131, dopo la morte di Bldovino II, dopo tredici anni di regno, Ponzio si accordò con la figlia di quest'ultimo, Alice di Antiochia, da poco vedova di Boemondo II d'Antiochia, che anelava alla reggenza del principato per la figlia, ancora minorenne, Costanza; e a Folco, nuovo re di Gerusalemme, che voleva assumere la reggenza del principato, Ponzio impedendì di attraversare la sua contea di Tripoli, costringendolo a raggiungere Antiochia, via mare. Dopodiché Folco si diresse contro Ponzio, che continuava a opporglisi e lo sconfisse, mettendolo in fuga in una battaglia nei pressi di Rugia.
Nel 1133 Ponzio fu assediato nel suo castello di Montferrand, a Baarin, sui monti Nosairi, da Zangi; sua moglie, Cecilia di Francia chiese aiuto al suo fratellastro materno, Folco, re di Gerusalemme, che intervenne e i musulmani tolsero l'assedio.
Secondo Guglielmo di Tiro, nei primi mesi del 1137, Mahmud atabeg di Damasco invase la contea di Tripoli. Ponzio lo affrontò di fronte al Mons Peregrinus, dove fu sconfitto e messo in fuga con i suoi uomini; tradito, venne catturato e ucciso. Il figlio Raimondo, raccolti i superstiti, si ritirò a Tripoli dove succedette al padre nel titolo di conte.
La morte di Ponzio è ricordata anche nel Tomus V dell'Historia Ecclesiastica, Libri tredicim, di Orderico Vitale, combattendo contro gli abitanti del luogo (ethnicos).

### Matrimonio e discendenza
Per placare la rivalità tra i crociati Normanni di Antiochia e quelli provenzali di Tripoli, che si era accesa durante l'assedio di Antiochia, sposò Cecilia di Francia, figlia di Filippo I, re di Francia e Bertrada di Montfort, come viene riportato dalla Historia Regum Francorum Monasterii Sancti Dionysii (Storia del Regno dei franchi del Monastero di San Dionigi), che cita Philippum et Florum et filiam unam (Filippo e Flora e una figlia) come figli di Philippus rex [et] Fulconi Rechin Andagavorum comiti uxorem (re Filippo e Bertranda), precisando che la figlia senza nome sposò Tanchredus Anthiochenus (Tancredi di Antiochia).
I genitori di Cecilia sono citati anche da Guglielmo di Tiro.
Cecilia era vedova del suo mentore Tancredi d'Altavilla principe d’Antiochia, che, poco prima di morire senza eredi, aveva fatto promettere a Ponzio di sposare Cecilia offrendogli in dote le fortezze di Arcicanum e Rugia. Il matrimonio di Ponzio e Cecilia (come ci conferma Guglielmo di Tiro) fu celebrato a Tripoli nel 1112,
Dalla loro unione nacquero:
- Raimondo[22] (circa 1120 †; 1152), conte di Tripoli,
- Filippo, citato nel 1126 e nel 1142,
- Agnese[26](circa 1120 †; 1183), sposa Renaud II signore di Marqab.

### Fonti primarie
- (LA)  Preuves de l'Histoire Générale de Languedoc, tome V.
- (LA)  HISTORIA HIEROSOLYMITANAE EXPEDITIONIS, libro IX.
- (LA)  Bullaire de l'Abbaye de Saint-Gilles.
- (LA)  Cartoulaire de l'abbaye de Saint-Victor de Marseille, tome II.
- (LA)  Historia rerum in partibus transmarinis gestarum, libro XI.
- (LA)  Guiberto Historia quæ dicitur gesta dei per Francos, livre II.
- (LA)  Annali Genovesi di Caffaro e de´ suoi continuatori, Vol. 1.
- (LA)  Cartulaire de l'église de Saint-Sépulchre de Jerusalem.
- (LA)  Historia Ecclesiastica, Libri tredicim, Tomus V.
- (LA)  Monumenta Germaniae Historica, Scriptores, tomus IX.
- (LA)  Historia rerum in partibus transmarinis gestarum, libro XII.
- (LA)  Regesta Regni Hierosolymitani.
- (LA)  Historia rerum in partibus transmarinis gestarum, libro XIII.
- (LA)  Historia rerum in partibus transmarinis gestarum, libro XIV.

### Letteratura storiografica
- Charles Lethbridge Kingsford, Il regno di Gerusalemme, 1099-1291, in Storia del mondo medievale, vol. IV, Garzanti, 1999,  pp. 757–782.

- (FR)  Jean-Luc Déjean, Les comtes de Toulouse (1050-1250) , Fayard, 1979, p. 122 et 123. ISBN 2-213-02188-0
- (EN) Steven RUNCIMAN, The Kingdom of Jerusalem and the Frankish East, 1100-1187, in A history of the Crusades, vol. II, Cambridge, Cambridge University Press, 1952; (traduzione italiana di E. Bianchi, A. Comba, F. Comba, in due volumi: Storia delle Crociate, Torino, Einaudi, 2005; ISBN 978-88-06-17481-1), ISBN 978-0-521-06162-9.
- (EN) Guglielmo di Tiro, Historia rerum in partibus transmarinis gestarum (A History of Deeds Done Beyond the Sea), a cura di E. A. Babock e A. C. Krey, traduzione di E. A. Babock e A. C. Krey, Columbia University Press, 1943.